# Screen Actors Guild-díj a legjobb női főszereplőnek (mozifilm)
A legjobb női főszereplő kategóriában átadott Screen Actors Guild-díjat az első, 1995-ös díjátadó óta osztják ki minden évben, értékelve a mozifilmek női főszereplőit.
A győzelmet Viola Davis, Frances McDormand és Renée Zellweger két-két alkalommal aratta. A legtöbb jelölés kategóriában Meryl Streep tartja a rekordot, összesen tíz jelöléssel (ebből egy alkalommal nyerte el a díjat). Judi Dench hat jelölést tudhat magáénak, de ezidáig nem sikerült díjat nyernie ebben a kategóriában.

## Győztesek és jelöltek
Győztes színésznő
- – az adott színésznő ugyanezzel a szereppel elnyerte a legjobb női főszereplőnek járó Oscar-díjat.
- – az adott színésznő ugyanezzel a szereppel Oscar-jelölést kapott legjobb női főszereplő kategóriában.

(MEGJEGYZÉS: Az Év oszlop az adott film bemutatási évére utal, a tényleges díjátadó ceremóniát a következő évben rendezték meg.)

### 1990-es évek
| Év                   | Színésznő            | Színésznő              | Szerep                        | Magyar cím               | Eredeti cím |
| 1994 1. gála         |                      |                        |                               |                          |             |
| -------------------- | -------------------- | ---------------------- | ----------------------------- | ------------------------ | ----------- |
| 1994 1. gála         |                      | Jodie Foster           | Nell                          | Nell, a remetelány       | Nell        |
| 1994 1. gála         | Jessica Lange        | Carly Marshall         | Kék ég                        | Blue Sky                 |             |
| 1994 1. gála         | Meg Ryan             | Alice Green            | Ha a férfi igazán szeret      | When a Man Loves a Woman |             |
| 1994 1. gála         | Susan Sarandon       | Reggie Love            | Az ügyfél                     | The Client               |             |
| 1994 1. gála         | Meryl Streep         | Gail Hartman           | Veszélyes vizeken             | The River Wild           |             |
| 1995 2. gála         |                      |                        |                               |                          |             |
|                      | Susan Sarandon       | Helen Prejean          | Ments meg, Uram!              | Dead Man Walking         |             |
| Joan Allen           | Pat Nixon            | Nixon                  | Nixon                         |                          |             |
| Elisabeth Shue       | Sera                 | Las Vegas, végállomás  | Leaving Las Vegas             |                          |             |
| Meryl Streep         | Francesca Johnson    | A szív hídjai          | The Bridges of Madison County |                          |             |
| Emma Thompson        | Elinor Dashwood      | Értelem és érzelem     | Sense and Sensibility         |                          |             |
| 1996 3. gála         |                      |                        |                               |                          |             |
|                      | Frances McDormand    | Marge Gunderson        | Fargo                         | Fargo                    |             |
| Brenda Blethyn       | Cynthia Rose Purley  | Titkok és hazugságok   | Secrets & Lies                |                          |             |
| Diane Keaton         | Bessie               | Marvin szobája         | Marvin's Room                 |                          |             |
| Gena Rowlands        | Mildred Hawks        | Csillagot az égről     | Unhook the Stars              |                          |             |
| Kristin Scott Thomas | Katharine Clifton    | Az angol beteg         | The English Patient           |                          |             |
| 1997 4. gála         |                      |                        |                               |                          |             |
|                      | Helen Hunt           | Carol Connelly         | Lesz ez még így se!           | As Good as It Gets       |             |
| Helena Bonham Carter | Kate Croy            | A galamb szárnyai      | The Wings of the Dove         |                          |             |
| Judi Dench           | Viktória királynő    | Botrány a birodalomban | Mrs Brown                     |                          |             |
| Pam Grier            | Jackie Brown         | Jackie Brown           | Jackie Brown                  |                          |             |
| Kate Winslet         | Rose DeWitt Bukater  | Titanic                | Titanic                       |                          |             |
| Robin Wright         | Maureen Murphy Quinn | Életem szerelme        | She's So Lovely               |                          |             |
| 1998 5. gála         |                      |                        |                               |                          |             |
|                      | Gwyneth Paltrow      | Viola De Lesseps       | Szerelmes Shakespeare         | Shakespeare in Love      |             |
| Cate Blanchett       | I. Erzsébet királynő | Elizabeth              | Elizabeth                     |                          |             |
| Jane Horrocks        | LV                   | Little Voice           | Little Voice                  |                          |             |
| Meryl Streep         | Kate Gulden          | Életem értelme         | One True Thing                |                          |             |
| Emily Watson         | Jacqueline du Pré    | Hilary és Jackie       | Hilary and Jackie             |                          |             |
| 1999 6. gála         |                      |                        |                               |                          |             |
|                      | Annette Bening       | Carolyn Burnham        | Amerikai szépség              | American Beauty          |             |
| Janet McTeer         | Mary Jo Walker       | Pasifogó               | Tumbleweeds                   |                          |             |
| Julianne Moore       | Sarah Miles          | Egy kapcsolat vége     | The End of the Affair         |                          |             |
| Meryl Streep         | Roberta Guaspari     | A szív dallamai        | Music of the Heart            |                          |             |
| Hilary Swank         | Brandon Teena        | A fiúk nem sírnak      | Boys Don't Cry                |                          |             |

### 2000-es évek
| Év                      | Színésznő            | Színésznő                              | Szerep                                | Magyar cím                        | Eredeti cím     |
| 2000 7. gála            |                      |                                        |                                       |                                   |                 |
| ----------------------- | -------------------- | -------------------------------------- | ------------------------------------- | --------------------------------- | --------------- |
| 2000 7. gála            |                      | Julia Roberts                          | Erin Brockovich                       | Erin Brockovich – Zűrös természet | Erin Brockovich |
| 2000 7. gála            | Joan Allen           | Laine Hanson                           | A manipulátor                         | The Contender                     |                 |
| 2000 7. gála            | Juliette Binoche     | Vianne Liberato                        | Csokoládé                             | Chocolat                          |                 |
| 2000 7. gála            | Ellen Burstyn        | Sara Goldfarb                          | Rekviem egy álomért                   | Requiem for a Dream               |                 |
| 2000 7. gála            | Laura Linney         | Sammy Taylor                           | Számíthatsz rám                       | You Can Count On Me               |                 |
| 2001 8. gála            |                      |                                        |                                       |                                   |                 |
|                         | Halle Berry          | Leticia Musgrove                       | Szörnyek keringője                    | Monster's Ball                    |                 |
| Jennifer Connelly       | Alicia Nash          | Egy csodálatos elme                    | A Beautiful Mind                      |                                   |                 |
| Judi Dench              | Iris Murdoch         | Iris – Egy csodálatos női elme         | Iris                                  |                                   |                 |
| Sissy Spacek            | Ruth Fowler          | A hálószobában                         | In the Bedroom                        |                                   |                 |
| Renée Zellweger         | Bridget Jones        | Bridget Jones naplója                  | Bridget Jones's Diary                 |                                   |                 |
| 2002 9. gála            |                      |                                        |                                       |                                   |                 |
|                         | Renée Zellweger      | Roxie Hart                             | Chicago                               | Chicago                           |                 |
| Salma Hayek             | Frida Kahlo          | Frida                                  | Frida                                 |                                   |                 |
| Nicole Kidman           | Virginia Woolf       | Az órák                                | The Hours                             |                                   |                 |
| Diane Lane              | Connie Sumner        | A hűtlen                               | Unfaithful                            |                                   |                 |
| Julianne Moore          | Cathy Whitaker       | Távol a mennyországtól                 | Far from Heaven                       |                                   |                 |
| 2003 10. gála           |                      |                                        |                                       |                                   |                 |
|                         | Charlize Theron      | Aileen Wuornos                         | A rém                                 | Monster                           |                 |
| Patricia Clarkson       | Olivia Harris        | Az állomásfőnök                        | The Station Agent                     |                                   |                 |
| Diane Keaton            | Erica Barry          | Minden végzet nehéz                    | Something's Gotta Give                |                                   |                 |
| Naomi Watts             | Cristina Gallagher   | 21 gramm                               | 21 Grams                              |                                   |                 |
| Evan Rachel Wood        | Tracy Freeland       | Tizenhárom                             | Thirteen                              |                                   |                 |
| 2004 11. gála           |                      |                                        |                                       |                                   |                 |
|                         | Hilary Swank         | Maggie Fitzgerald                      | Millió dolláros bébi                  | Million Dollar Baby               |                 |
| Annette Bening          | Julia Lambert        | Csodálatos Júlia                       | Being Julia                           |                                   |                 |
| Catalina Sandino Moreno | Maria Álvarez        | Üdvözlégy Mária, kegyelemmel teljes... | Maria Full of Grace                   |                                   |                 |
| Imelda Staunton         | Vera Drake           | Vera Drake                             | Vera Drake                            |                                   |                 |
| Kate Winslet            | Clemetine Kruczynski | Egy makulátlan elme örök ragyogása     | Eternal Sunshine of the Spotless Mind |                                   |                 |
| 2005 12. gála           |                      |                                        |                                       |                                   |                 |
|                         | Reese Witherspoon    | June Carter                            | A nyughatatlan                        | Walk the Line                     |                 |
| Csang Ce-ji             | Sayuri Takanasja     | Egy gésa emlékiratai                   | Memoirs of a Geisha                   |                                   |                 |
| Judi Dench              | Mrs. Laura Henderson | Mrs. Henderson bemutatja               | Mrs Henderson Presents                |                                   |                 |
| Felicity Huffman        | Bree Hoffman         | Transamerica                           | Transamerica                          |                                   |                 |
| Charlize Theron         | Josey Aimes          | Kőkemény Minnesota                     | North Country                         |                                   |                 |
| 2006 13. gála           |                      |                                        |                                       |                                   |                 |
|                         | Helen Mirren         | II. Erzsébet királynő                  | A királynő                            | The Queen                         |                 |
| Penélope Cruz           | Raimunda Nedine      | Volver                                 | Volver                                |                                   |                 |
| Judi Dench              | Barbara Covett       | Egy botrány részletei                  | Notes on a Scandal                    |                                   |                 |
| Meryl Streep            | Miranda Priestly     | Az ördög Pradát visel                  | The Devil Wears Prada                 |                                   |                 |
| Kate Winslet            | Sarah Pierce         | Apró titkok                            | Little Children                       |                                   |                 |
| 2007 14. gála           |                      |                                        |                                       |                                   |                 |
|                         | Julie Christie       | Fiona Anderson                         | Egyre távolabb                        | Away from Her                     |                 |
| Cate Blanchett          | I. Erzsébet királynő | Elizabeth: Az aranykor                 | Elizabeth: The Golden Age             |                                   |                 |
| Marion Cotillard        | Édith Piaf           | Piaf                                   | La Vie en rose                        |                                   |                 |
| Angelina Jolie          | Mariane Pearl        | Hatalmas szív                          | A Mighty Heart                        |                                   |                 |
| Elliot Page             | Juno MacGuff         | Juno                                   | Juno                                  |                                   |                 |
| 2008 15. gála           |                      |                                        |                                       |                                   |                 |
|                         | Meryl Streep         | Aloysius Beauvier nővér                | Kétely                                | Doubt                             |                 |
| Anne Hathaway           | Kym Ryder            | Rachel esküvője                        | Rachel Getting Married                |                                   |                 |
| Angelina Jolie          | Christine Collins    | Elcserélt életek                       | Changeling                            |                                   |                 |
| Melissa Leo             | Ray Eddy             | A befagyott folyó                      | Frozen River                          |                                   |                 |
| Kate Winslet            | April Wheeler        | A szabadság útjai                      | Revolutionary Road                    |                                   |                 |
| 2009 16. gála           |                      |                                        |                                       |                                   |                 |
|                         | Sandra Bullock       | Leigh Anne Tuohy                       | A szív bajnokai                       | The Blind Side                    |                 |
| Helen Mirren            | Sophia Tolstaya      | Az utolsó állomás                      | The Last Station                      |                                   |                 |
| Carey Mulligan          | Jenny Mellor         | Egy lányról                            | An Education                          |                                   |                 |
| Gabourey Sidibe         | Precious Jones       | Precious – A boldogság ára             | Precious                              |                                   |                 |
| Meryl Streep            | Julia Child          | Julie és Julia – Két nő, egy recept    | Julie & Julia                         |                                   |                 |

### 2010-es évek
| Év                 | Színésznő                       | Színésznő                             | Szerep                               | Magyar cím                                | Eredeti cím |
| 2010 17. gála      |                                 |                                       |                                      |                                           |             |
| ------------------ | ------------------------------- | ------------------------------------- | ------------------------------------ | ----------------------------------------- | ----------- |
| 2010 17. gála      |                                 | Natalie Portman                       | Nina Sayers                          | Fekete hattyú                             | Black Swan  |
| 2010 17. gála      | Annette Bening                  | Nicole Allgood                        | A gyerekek jól vannak                | The Kids Are All Right                    |             |
| 2010 17. gála      | Nicole Kidman                   | Becca Corbett                         | Engedd el!                           | Rabbit Hole                               |             |
| 2010 17. gála      | Jennifer Lawrence               | Ree Dolly                             | Winter’s Bone – A hallgatás törvénye | Winter’s Bone                             |             |
| 2010 17. gála      | Hilary Swank                    | Betty Anne Waters                     | Meggyőződés                          | Conviction                                |             |
| 2011 18. gála      |                                 |                                       |                                      |                                           |             |
|                    | Viola Davis                     | Aibileen Clark                        | A segítség                           | The Help                                  |             |
| Glenn Close        | Albert Nobbs                    | Albert Nobbs                          | Albert Nobbs                         |                                           |             |
| Meryl Streep       | Margaret Thatcher               | A Vaslady                             | The Iron Lady                        |                                           |             |
| Tilda Swinton      | Eva Khatchadourian              | Beszélnünk kell Kevinről              | We Need to Talk about Kevin          |                                           |             |
| Michelle Williams  | Marilyn Monroe                  | Egy hét Marilynnel                    | My Week with Marilyn                 |                                           |             |
| 2012 19. gála      |                                 |                                       |                                      |                                           |             |
|                    | Jennifer Lawrence               | Tiffany Maxwell                       | Napos oldal                          | Silver Linings Playbook                   |             |
| Jessica Chastain   | Maya                            | Zero Dark Thirty – A Bin Láden hajsza | Zero Dark Thirty                     |                                           |             |
| Marion Cotillard   | Stéphanie                       | Rozsda és csont                       | Rust and Bone (De rouille et d'os)   |                                           |             |
| Helen Mirren       | Alma Reville                    | Hitchcock                             | Hitchcock                            |                                           |             |
| Naomi Watts        | Maria Bennett                   | A lehetetlen                          | The Impossible                       |                                           |             |
| 2013 20. gála      |                                 |                                       |                                      |                                           |             |
|                    | Cate Blanchett                  | Jeanette 'Jasmine' Francis            | Blue Jasmine                         | Blue Jasmine                              |             |
| Sandra Bullock     | Ryan Stone                      | Gravitáció                            | Gravity                              |                                           |             |
| Judi Dench         | Philomena Lee                   | Philomena – Határtalan szeretet       | Philomena                            |                                           |             |
| Meryl Streep       | Violet Weston                   | Augusztus Oklahomában                 | August: Osage County                 |                                           |             |
| Emma Thompson      | P. L. Travers                   | Banks úr megmentése                   | Saving Mr. Banks                     |                                           |             |
| 2014 21. gála      |                                 |                                       |                                      |                                           |             |
|                    | Julianne Moore                  | Alice Daly-Howland                    | Megmaradt Alice-nek                  | Still Alice                               |             |
| Jennifer Aniston   | Claire Bennett                  | Boldogság bármi áron                  | Cake                                 |                                           |             |
| Felicity Jones     | Jane Wilde Hawking              | A mindenség elmélete                  | The Theory of Everything             |                                           |             |
| Rosamund Pike      | Amy Elliott-Dunne               | Holtodiglan                           | Gone Girl                            |                                           |             |
| Reese Witherspoon  | Cheryl Strayed                  | Vadon                                 | Wild                                 |                                           |             |
| 2015 22. gála      |                                 |                                       |                                      |                                           |             |
|                    | Brie Larson                     | Joy Newsome                           | A szoba                              | Room                                      |             |
| Cate Blanchett     | Carol Aird                      | Carol                                 | Carol                                |                                           |             |
| Helen Mirren       | Maria Altmann                   | Hölgy aranyban                        | Woman in Gold                        |                                           |             |
| Saoirse Ronan      | Eilis Lacey                     | Brooklyn                              | Brooklyn                             |                                           |             |
| Sarah Silverman    | Elaine 'Laney' Brooks           |                                       | I Smile Back                         |                                           |             |
| 2016 23. gála      |                                 |                                       |                                      |                                           |             |
|                    | Emma Stone                      | Mia Dolan                             | Kaliforniai álom                     | La La Land                                |             |
| Amy Adams          | Dr. Louise Banks                | Érkezés                               | Arrival                              |                                           |             |
| Emily Blunt        | Rachel Watson                   | A lány a vonaton                      | The Girl on the Train                |                                           |             |
| Natalie Portman    | Jackie Kennedy                  | Jackie                                | Jackie                               |                                           |             |
| Meryl Streep       | Florence Foster Jenkins         | Florence – A tökéletlen hang          | Florence Foster Jenkins              |                                           |             |
| 2017 24. gála      |                                 |                                       |                                      |                                           |             |
|                    | Frances McDormand               | Mildred Hayes                         | Három óriásplakát Ebbing határában   | Three Billboards Outside Ebbing, Missouri |             |
| Judi Dench         | Viktória királynő               | Viktória királynő és Abdul            | Victoria & Abdul                     |                                           |             |
| Sally Hawkins      | Elisa Esposito                  | A víz érintése                        | The Shape of Water                   |                                           |             |
| Margot Robbie      | Tonya Harding                   | Én, Tonya                             | I, Tonya                             |                                           |             |
| Saoirse Ronan      | Christine 'Lady Bird' McPherson | Lady Bird                             | Lady Bird                            |                                           |             |
| 2018 25. gála      |                                 |                                       |                                      |                                           |             |
|                    | Glenn Close                     | Joan Castleman                        | A férfi mögött                       | The Wife                                  |             |
| Emily Blunt        | Mary Poppins                    | Mary Poppins visszatér                | Mary Poppins Returns                 |                                           |             |
| Olivia Colman      | Anna brit királynő              | A kedvenc                             | The Favourite                        |                                           |             |
| Lady Gaga          | Ally Maine                      | Csillag születik                      | A Star Is Born                       |                                           |             |
| Melissa McCarthy   | Lee Israel                      | Megbocsátasz valaha?                  | Can You Ever Forgive Me?             |                                           |             |
| 2019 26. gála      |                                 |                                       |                                      |                                           |             |
|                    | Renée Zellweger                 | Judy Garland                          | Judy                                 | Judy                                      |             |
| Cynthia Erivo      | Harriet Tubman                  | Harriet                               | Harriet                              |                                           |             |
| Scarlett Johansson | Nicole Barber                   | Házassági történet                    | Marriage Story                       |                                           |             |
| Lupita Nyong’o     | Adelaide Wilson / Red           | Mi                                    | Us                                   |                                           |             |
| Charlize Theron    | Megyn Kelly                     | Botrány                               | Bombshell                            |                                           |             |

### 2020-as évek
| Év                 | Színésznő                               | Színésznő                  | Szerep                             | Magyar cím                        | Eredeti cím              |
| 2020 27. gála      |                                         |                            |                                    |                                   |                          |
| ------------------ | --------------------------------------- | -------------------------- | ---------------------------------- | --------------------------------- | ------------------------ |
| 2020 27. gála      |                                         | Viola Davis                | Ma Rainey                          | Ma Rainey: A blues nagyasszonya   | Ma Rainey's Black Bottom |
| 2020 27. gála      | Amy Adams                               | Beverly Vance              | Vidéki ballada az amerikai álomról | Hilbilly Elegy                    |                          |
| 2020 27. gála      | Vanessa Kirby                           | Martha Weiss               | Pieces of a Woman                  | Pieces of a Woman                 |                          |
| 2020 27. gála      | Frances McDormand                       | Fern                       | A nomádok földje                   | Nomadland                         |                          |
| 2020 27. gála      | Carey Mulligan                          | Cassie Thomas              | Ígéretes fiatal nő                 | Promising Young Woman             |                          |
| 2021 28. gála      |                                         |                            |                                    |                                   |                          |
|                    | Jessica Chastain                        | Tammy Faye Bakker          | Tammy Faye szemei                  | The Eyes of Tammy Faye            |                          |
| Olivia Colman      | Olivia Carusso                          | Az elveszett lány          | The Lost Daughter                  |                                   |                          |
| Lady Gaga          | Patrizia Reggiani                       | A Gucci-ház                | House of Gucci                     |                                   |                          |
| Jennifer Hudson    | Aretha Franklin                         | Respect                    | Respect                            |                                   |                          |
| Nicole Kidman      | Lucille Ball                            | Az élet Ricardóéknál       | Being the Ricardos                 |                                   |                          |
| 2022 29. gála      |                                         |                            |                                    |                                   |                          |
|                    | Michelle Yeoh                           | Evelyn Quan Wang           | Minden, mindenhol, mindenkor       | Everything Everywhere All at Once |                          |
| Cate Blanchett     | Lydia Tár                               | Tár                        | Tár                                |                                   |                          |
| Viola Davis        | Nanisca                                 | The Woman King – A harcos  | The Woman King                     |                                   |                          |
| Ana de Armas       | Marilyn Monroe                          | Szöszi                     | Blonde                             |                                   |                          |
| Danielle Deadwyler | Mamie Till                              | Till – Igazságot a fiamnak | Till                               |                                   |                          |
| 2023 30. gála      |                                         |                            |                                    |                                   |                          |
|                    | Lily Gladstone                          | Mollie Burkhart            | Megfojtott virágok                 | Killers of the Flower Moon        |                          |
| Annette Bening     | Diana Nyad                              | Nyad                       | Nyad                               |                                   |                          |
| Carey Mulligan     | Felicia Montealegre                     | Maestro                    | Maestro                            |                                   |                          |
| Margot Robbie      | Barbie                                  | Barbie                     | Barbie                             |                                   |                          |
| Emma Stone         | Bella Baxter                            | Szegény párák              | Poor Things                        |                                   |                          |
| 2024 31. gála      |                                         |                            |                                    |                                   |                          |
|                    | Demi Moore                              | Elisabeth Sparkle          | A szer                             | The Substance                     |                          |
| Pamela Anderson    | Shelly Gradner                          | Az utolsó táncosnő         | The Last Showgirl                  |                                   |                          |
| Cynthia Erivo      | Elphaba Thropp                          | Wicked                     | Wicked                             |                                   |                          |
| Karla Sofía Gascón | Emilia Pérez / Juan "Manitas" Del Monte | Emilia Pérez               | Emilia Pérez                       |                                   |                          |
| Mikey Madison      | Anora "Ani" Mikheeva                    | Anora                      | Anora                              |                                   |                          |

## Rekordok

### Többszörös győzelmek
2 győzelem
- Frances McDormand
- Renée Zellweger
- Viola Davis

### Többszörös jelölések
| 2 jelölés - Amy Adams - Joan Allen - Emily Blunt - Sandra Bullock - Jessica Chastain - Olivia Colman - Glenn Close - Marion Cotillard - Cynthia Erivo - Lady Gaga - Angelina Jolie - Diane Keaton - Jennifer Lawrence - Natalie Portman - Margot Robbie - Saoirse Ronan - Susan Sarandon - Emma Stone - Emma Thompson - Naomi Watts - Reese Witherspoon | 3 jelölés - Viola Davis - Nicole Kidman - Frances McDormand - Julianne Moore - Carey Mulligan - Hilary Swank - Charlize Theron - Renée Zellweger 4 jelölés - Annette Bening - Helen Mirren - Kate Winslet 5 jelölés - Cate Blanchett 6 jelölés - Judi Dench 10 jelölés - Meryl Streep |

## Fordítás
- Ez a szócikk részben vagy egészben  a   Screen Actors Guild Award for Outstanding Performance by a Female Actor in a Leading Role című angol Wikipédia-szócikk fordításán alapul.  Az eredeti cikk szerkesztőit annak laptörténete sorolja fel. Ez a jelzés csupán a megfogalmazás eredetét és a szerzői jogokat jelzi, nem szolgál a cikkben szereplő információk forrásmegjelöléseként.